# Nuenen, Gerwen en Nederwetten

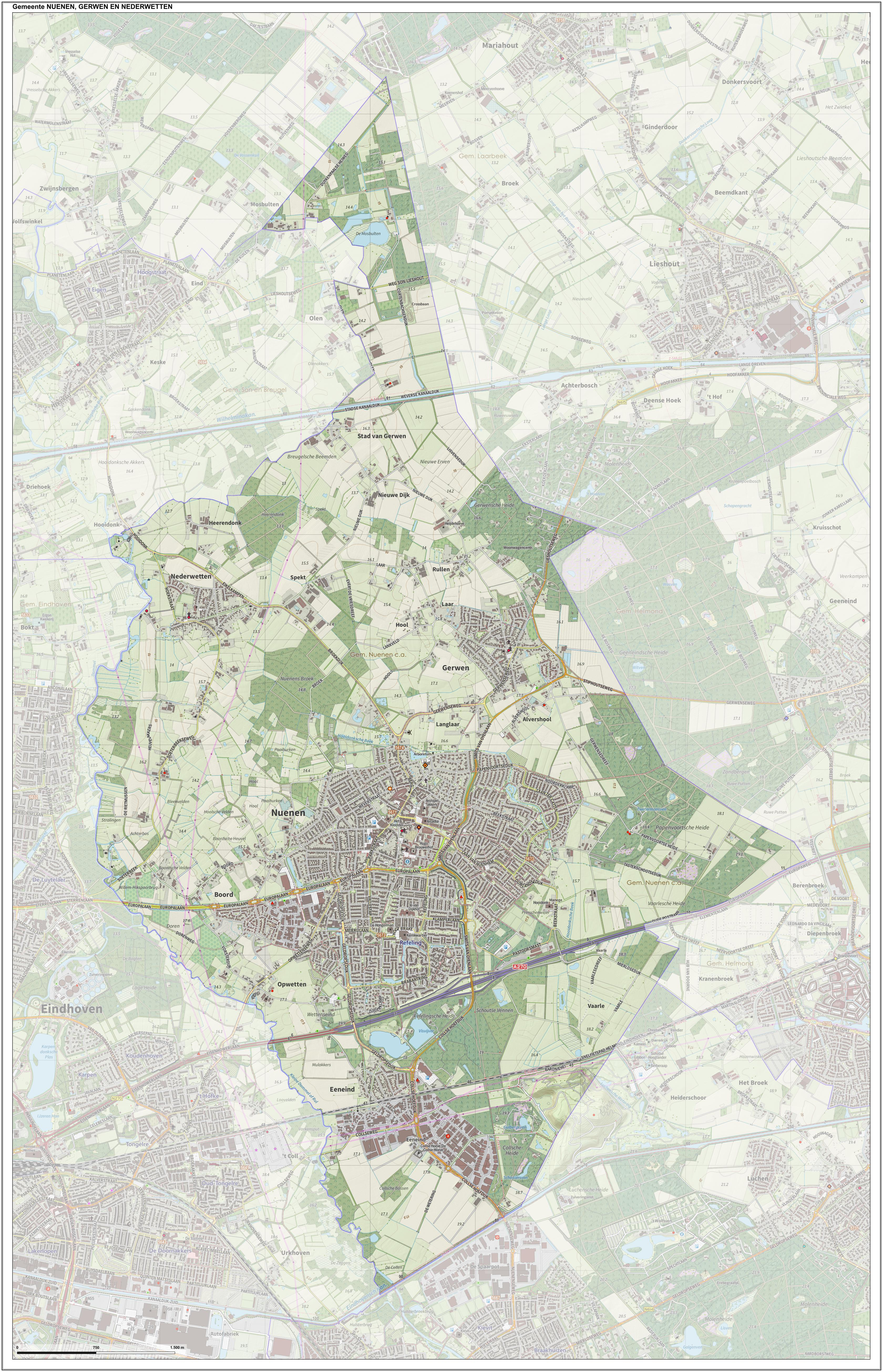
Topografische gemeentekaart van Nuenen c.a., juni 2019

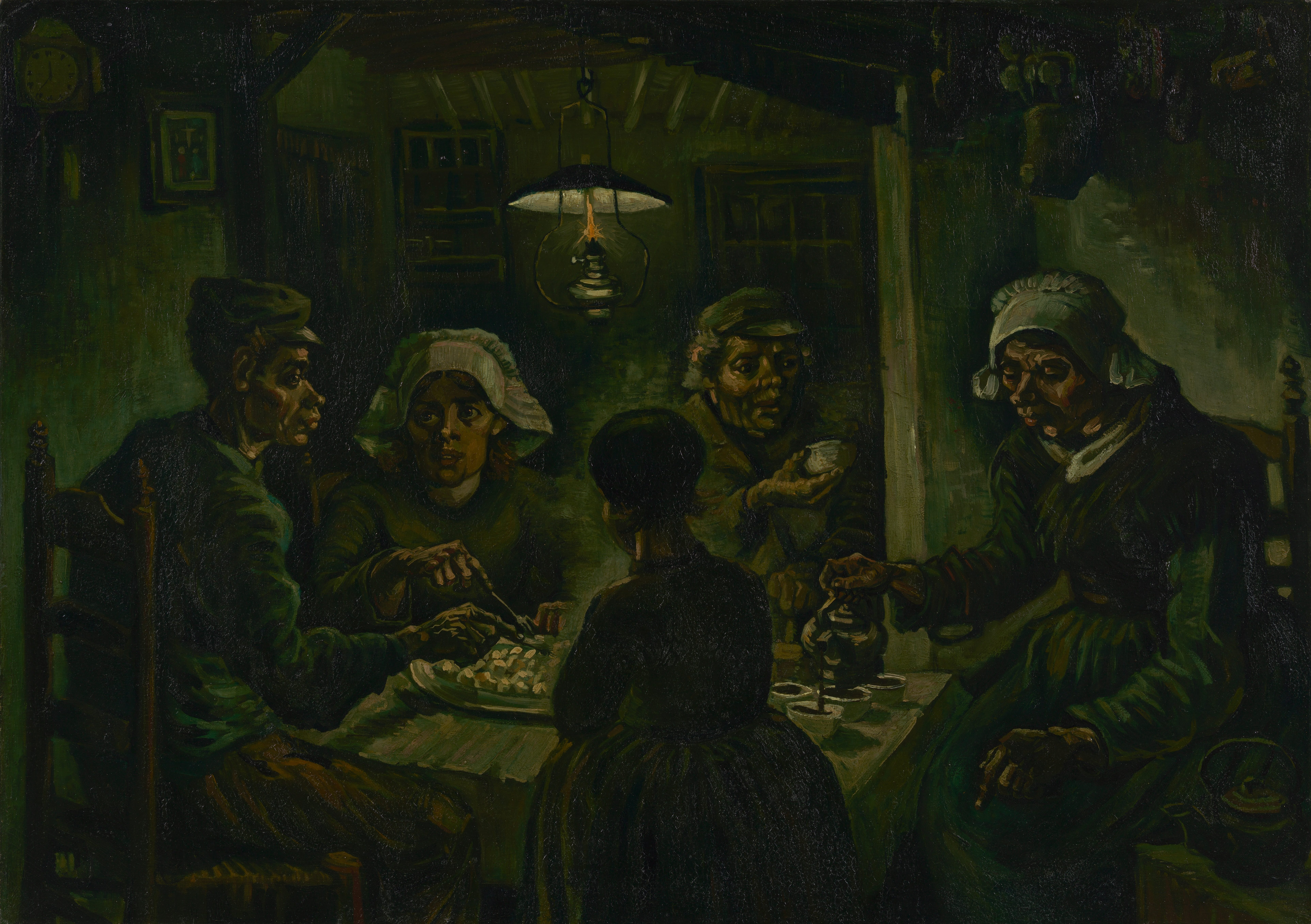
De Aardappeleters (1885)

Nuenen, Gerwen en Nederwetten, of Nuenen c.a. (cum annexis) (uitspraakⓘ) is een gemeente in de Nederlandse provincie Noord-Brabant, bestaande uit de kerkdorpen Nuenen, Gerwen en Nederwetten en een aantal buurtschappen, waaronder Opwetten, Boord, Eeneind, Stad van Gerwen en Olen.
De gemeente maakt deel uit van de Metropoolregio Eindhoven (MRE).

## Geologie
Nuenen ligt in de Centrale Slenk, en wordt aan de westzijde begrensd door de stroomdalen van Kleine Dommel en Dommel. De hoogte bedraagt hier ongeveer 13 meter, oplopend tot meer dan 17 meter op de met naaldhout bedekte dekzandruggen in het oosten. Hiertussen liggen zowel akkers als een laag gebied waar zich Brabantse leem in de ondergrond bevindt en waar populierenaanplant te vinden is. Naar het zuiden toe wordt de gemeente begrensd door het Eindhovens Kanaal. Het Wilhelminakanaal doorsnijdt de gemeente tussen Stad van Gerwen en Olen.

## Historie
De namen Nuenen en Gerwen behoren tot de zogenaamde 'heimnamen'. De voorlopers van beide nederzettingen zijn naar alle waarschijnlijkheid ontstaan tussen de vijfde en achtste eeuw. De grenzen van de gemeente Nuenen-Gerwen gaan terug tot 1300, toen het lokale bestuur de gemeynt kreeg van hertog Jan II van Brabant. Dit feit werd in het jaar 2000 herdacht.
De nederzetting Nederwetten ontstond in de twaalfde eeuw. In 1810 werd de bestuurlijke eenheid Nederwetten door het Franse bewind met de voormalige heerlijkheid Eckart tot een enkele gemeente samengevoegd, die bestaan heeft tot 1821. Daarnaast werd de gemeente Nuenen en Gerwen gevormd. In 1821 werd Eckart gevoegd bij de gemeente Woensel en Nederwetten ging deel uitmaken van de nieuwe gemeente Nuenen, Gerwen en Nederwetten.
Nuenen c.a. behoorde tot het kwartier Peelland van de Meierij van 's-Hertogenbosch.
Het eerste echte Nederlandse fietspad ontstond in 1896, en liep tussen Eeneind en het station Nuenen.
In de 20e eeuw was er sprake van een mogelijke annexatie door de stad Eindhoven, waar Nuenen in zekere zin een voorstad van is. Deze annexatie is niet gerealiseerd, maar er is bedongen dat Nuenen een groot aantal woningen moest bouwen ten behoeve van Eindhoven, en tevens een groot bedrijventerrein moest aanleggen.
Nuenen c.a. grenst aan de volgende gemeenten: Eindhoven, Geldrop-Mierlo, Helmond, Laarbeek (Lieshout, Beek en Donk, Aarle-Rixtel), Son en Breugel, Meierijstad.

## Statistische gegevens
Het aantal inwoners (per 22 november 2024) bedraagt 24.231, het aantal gevestigde bedrijven: 1800 en het aantal arbeidsplaatsen: 9000. Veel mensen werken ook in de omliggende gemeenten, met name in Eindhoven.
De oppervlakte van de gemeente bedraagt: 3411 ha. waarvan:
± 700 ha bebouwde grond,
± 520 ha bossen, stedelijk groen en recreatiegebieden,
± 60 ha woeste grond (heide, moeras, en zandverstuivingen),
± 200 km wegen (fiets-, ruiter-, en wandelpaden, water- en spoorwegen),
± 80 ha bedrijventerreinen, voornamelijk voor kleinschalige bedrijven,
± 22 ha water.

## Kunst
Nuenen dankt zijn bekendheid aan het feit dat Vincent van Gogh er enige tijd woonde en werkte. Uit deze zogenaamde Nuenense periode stamt een van zijn bekendste werken: De aardappeleters.
Nog steeds is Nuenen een kunstenaarsdorp. Men vindt er meerdere galerieën voor beeldende kunst. Ook is een aanzienlijke activiteit op het gebied van het dichten. Zo zijn er gedichten van Nuenenaren aangebracht op de markante punten in de gemeente, terwijl ter gelegenheid van het Van Goghjaar 2003 een gedichtenwedstrijd is gehouden die geleid heeft tot een gedichtenbundel van Karina Baggermans en anderen, getiteld: 'Kraaien verjagen', waarin de levensloop van Vincent van Gogh aan de hand van gedichten bij zijn schilderijen is beschreven.

## Verenigingsleven en cultuur
De spotnaam van de Nuenenaren is 'dwèrsklippels', naar een veelvoorkomend volksverhaal dat beweert dat de Nuenenaren zo dom waren dat, toen ze de klepel van de klok in de toren wilden brengen, ze niet door de deur konden omdat ze de klepel dwars voor zich uit hielden. Pas toen ze een vogeltje met een grassprietje recht vooruit door de galmgaten zagen vliegen begrepen ze hoe ze hun taak tot een goed einde moesten brengen. Een van de carnavalsverenigingen draagt nog deze naam.
Het verenigingsleven in Nuenen is sterk ontwikkeld. Ten grondslag hieraan liggen de voormalige inspanningen van de Rooms-Katholieke Kerk. Nuenen staat erom bekend dat er op lintjesdag per inwoner meer onderscheidingen worden uitgedeeld dan waar ook in Nederland.
Een recent fenomeen is OnsNet, waarbij door gemeenschappelijk initiatief het gehele dorp Nuenen op glasvezelkabel is aangesloten, ten behoeve van informatieverstrekking zoals Internet, televisie, radio en telefoon. Door dit initiatief verkreeg de plaats internationale bekendheid.
Naast vele sportverenigingen kunnen worden genoemd:
Toneelvereniging 'De Lindespelers', talrijke koren en zangverenigingen, vele muziekkorpsen waaronder een brassband, drumfanfare, showkorps, harmonie en vele blaaskapellen.
Vijf schuttersgilden: De Sint-Antoniusschtterij, het Sint-Catharinagilde, het Sint-Annagilde te Nederwetten, het Sint-Annagilde te Nuenen, en het Heilig Kruisgilde te Gerwen, waarvan wordt beweerd dat het het oudste schuttersgilde van Nederland is, ontstaan uit een burgerwacht die de Priorij Hooidonk moest beschermen.
De gemeente telt diverse carnavalsverenigingen.

## Kernen
Kerkdorpen: Nuenen (gemeentehuis), Gerwen, Nederwetten.
Buurtschappen: Eeneind, Olen, Boord, Opwetten en Stad van Gerwen.
In het woonplaatsbesluit van 2008 is vastgesteld dat er slechts een woonplaats bestaat in de gemeente, namelijk de woonplaats Nuenen, die het volledige grondgebied van de gemeente omvat.

## Politiek en bestuur

### College van burgemeesters en wethouders
Het college van burgemeester en wethouders voor de periode 2022 tot 2026 wordt gevormd door de partijen W70, GroenLinks, CDA en SP. Deze hebben samen een meerderheid van 11 zetels. Het college bestaat uit de volgende personen:
- Madeleine van Toorenburg, waarnemend burgemeester (CDA);
- Patrick Kok (W70);
- Sandor Löwik (GroenLinks/ PvdA);
- Bertje van Stiphout (D66);
- Niels Wouters (W70).

### Gemeenteraad
De gemeenteraad van Nuenen, Gerwen en Nederwetten bestaat uit 19 zetels. Hieronder de behaalde zetels per partij bij de gemeenteraadsverkiezingen sinds 1998.
| Gemeenteraadszetels    | Gemeenteraadszetels | Gemeenteraadszetels | Gemeenteraadszetels | Gemeenteraadszetels | Gemeenteraadszetels | Gemeenteraadszetels | Gemeenteraadszetels |
| Partij                 | 1998                | 2002                | 2006                | 2010                | 2014                | 2018                | 2022                |
| ---------------------- | ------------------- | ------------------- | ------------------- | ------------------- | ------------------- | ------------------- | ------------------- |
| W70                    | 3                   | 4                   | 3                   | 4                   | 4                   | 6                   | 6                   |
| GroenLinks             | -                   | -                   | -                   | -                   | 1                   | 2                   | 4                   |
| PvdA                   | 2                   | 2                   | 4                   | 3                   | 1                   | 2                   | 4                   |
| VVD                    | 3                   | 2                   | 2                   | 2                   | 3                   | 3                   | 3                   |
| D66                    | 1                   | 1                   | -                   | 2                   | 3                   | 2                   | 2                   |
| Combinatie Nuenen c.a. | 3                   | 3                   | 4                   | 3                   | 1                   | 1                   | 2                   |
| CDA                    | 3                   | 3                   | 3                   | 3                   | 2                   | 2                   | 1                   |
| Lijst Pijs             | -                   | -                   | -                   | -                   | 1                   | -                   | 1                   |
| Natuurlijk Nuenen      | -                   | -                   | -                   | -                   | -                   | -(1)                | -                   |
| SP*                    | -                   | -                   | -                   | -                   | 2                   | (1)-                | -                   |
| Nuenens Belang         | 1                   | 3                   | 3                   | 2                   | 1                   | 1                   | -                   |
| Totaal                 | 19                  | 19                  | 19                  | 19                  | 19                  | 19                  | 19                  |
| Opkomst                |                     |                     | 63,68%              | 58,48%              | 59,43%              | 61,52%              | 58,06%              |

Op 22 mei 2018 werd het nieuwe coalitieakkoord gepresenteerd. W70, GroenLinks, CDA en SP gaan voor de raadsperiode van 2018 tot 2023 het college vormen en leveren ieder een wethouder. Een van de speerpunten van het akkoord is dat op korte termijn nog een referendum wordt gehouden over de vraag of de gemeente wel of niet moet fuseren met Eindhoven. Dit referendum werd gehouden op 10 oktober 2018, waarbij een opkomst van 56,94% gehaald werd. 77,67% stemde uiteindelijk tegen de voorgenomen fusie, tegenover 21,98% mensen die voor de fusie waren.
Op 30 mei 2019 kondigde de fractievoorzitter van de SP-fractie aan een nieuwe partij op te richten, Natuurlijk Nuenen. De SP verloor daarmee haar enige zetel in de gemeenteraad van Nuenen.

## Media
- Rond de Linde, wekelijks huis-aan-huisblad
- De Nuenense Krant, wekelijks huis-aan-huisblad
- Lokale Omroep Nuenen
- Eindhovens Dagblad

## Monumenten
In de gemeente is er een aantal rijksmonumenten, gemeentelijke monumenten, en oorlogsmonumenten, zie:
- Lijst van rijksmonumenten in Nuenen, Gerwen en Nederwetten
- Lijst van gemeentelijke monumenten in Nuenen, Gerwen en Nederwetten
- Lijst van oorlogsmonumenten in Nuenen, Gerwen en Nederwetten

## Aangrenzende gemeenten
| Aangrenzende gemeenten | Aangrenzende gemeenten | Aangrenzende gemeenten | Aangrenzende gemeenten | Aangrenzende gemeenten |
| ---------------------- | ---------------------- | ---------------------- | ---------------------- | ---------------------- |
| Son en Breugel         |                        | [ Meierijstad          |                        | Laarbeek               |
|                        |                        |                        |                        |                        |
| Eindhoven              | Helmond                |                        |                        |                        |
|                        |                        |                        |                        |                        |
|                        |                        | Geldrop-Mierlo         |                        |                        |